# Caroline Sarran
Pour les articles homonymes, voir Sarran.
Caroline Sarran est une surfeuse professionnelle française, née à Bayonne le 24 décembre 1984.

## Biographie
Caroline Sarran découvre le surf auprès de son père Marc Sarran, ancien champion de France, dès l’âge de six ans. Elle devient vice-championne de France à l'âge de douze ans.
Ce premier titre lui permet de prendre conscience de sa volonté de poursuivre une carrière professionnelle et sportive dans le surf. Diplômée du baccalauréat, elle décide de commencer sa carrière professionnelle aux côtés d'Emmanuelle Joly et Marie-Pierre Abgrall. Elle progresse rapidement sur le circuit et impressionne par son engagement et sa puissance.
À plusieurs reprises elle bat les meilleures surfeuses du moment comme Layne Beachley, Keala Kennelly, Rochelle Ballard, et se fait une réputation de surfeuseredoutée sur le circuit professionnelle.
Après deux années ponctuées de bons résultats en 2003 et 2004, Caroline Sarran fait partie des candidates pour accéder au circuit de la World Surf League (WCT) en 2006. Elle rate cependant la qualification de trois places.
En 2004, elle prend de prometteuses cinquièmes places aux contests du WCT aux Fidji et à Anglet après y avoir obtenu des wildcards.
Forte d'un nouveau titre de championne d'Europe ASP 2005, Caroline Sarran réussit un bon début de saison 2006. Ses performances lui permettent d'intégrer l'élite du surf féminin pour la saison 2007.

## Palmarès
- 5 fois consécutivement Championne de France et d'Europe Espoir de 1998 à 2002
- Championne d'Europe ASP 2004 et 2005[4]

### WCT
- 2007 : 16e, rétrograde en WQS (sa 23e place en WQS ne la repêche pas)

### WQS
- 2007 : 23e
- 2006 : 7e elle intègre le WCT2007
- 2005 : 10e
- 2004 : 5e
- 2003 : 18e